# Łukasz Kubot
Łukasz Kubot (* 16. Mai 1982 in Bolesławiec) ist ein ehemaliger polnischer Tennisspieler.

## Karriere

### Bis 2008: Anfänge und Erfolge bei Challenger-Turnieren
Kubot wurde 2002 Tennisprofi. Schon in dieser Saison gelangen ihm im Doppel erste Erfolge bei Future- und Challenger-Turnieren. Außerdem gelangte er über eine Wildcard ins Hauptfeld des ATP-Turniers in Sopot, wo er allerdings in der ersten Runde scheiterte. 2004 erhielt er für Sopot wieder eine Wildcard, sowohl für die Einzel- als auch für die Doppelkonkurrenz. Im Einzel konnte er dort den an vier gesetzten Russen Igor Andrejew in der ersten Runde besiegen. Außerdem konnte er sich in Wimbledon an der Seite des Ungarn Gergely Kisgyörgy erstmals für ein Grand-Slam-Turnier qualifizieren. Er erzielte auch dort mit dem Erreichen der zweiten Runde, in der er an Bob und Mike Bryan scheiterte, einen Achtungserfolg. Ab der Saison 2006 nahm Kubot im Einzel wie im Doppel regelmäßig an ATP-Turnieren teil, bei denen er meist in den ersten Runden scheiterte. Bei den US Open erreichte er im Einzel die dritte Runde.
2007 spezialisierte sich Kubot mehr und mehr aufs Doppel, was sich unter anderem in der Teilnahme bei allen vier Grand-Slam-Turnieren in diesem Jahr widerspiegelte. Dort war er vor allem bei den French Open und den Australian Open erfolgreich und erreichte bei beiden Turnieren das Achtelfinale. Außerdem gelang ihm im April an der Seite des Österreichers Oliver Marach in Casablanca zum ersten Mal der Einzug in das Finale eines ATP-Turniers. Dort unterlagen sie Simon Aspelin und Paul Hanley knapp im Match-Tie-Break. Mit Lovro Zovko gelang ihm zudem der Finaleinzug beim Grand Prix de Tennis de Lyon, das er auch nicht gewinnen konnte. Im Laufe der Saison erreichte er mit Platz 42 seine bis dato beste Notierung in der Doppel-Weltrangliste. Die Saison 2008 gestaltete sich weniger erfolgreich. Kubot musste hauptsächlich wieder Challenger-Turniere bestreiten und erreichte nur die Hauptrunden der French Open mit Zovko und von Wimbledon mit dem Südafrikaner Rik De Voest, bei denen er allerdings in der zweiten, bzw. ersten Runde scheiterte. Infolgedessen sackte er im August auch in der Weltrangliste wieder auf Platz 92 ab.

### 2009–2011: Zwei Finals im Einzel und sechs Doppel-Titel
In der Saison 2009 tat sich Kubot wieder mit Marach zusammen und konnte mit dem Österreicher die größten Erfolge seiner bisherigen Karriere feiern. Am Anfang der Saison gelangten sie bis ins Finale des ATP-500-Turniers in Acapulco und erreichten das Halbfinale der Australian Open. Auf dem Weg dorthin schalteten sie unter anderem die topgesetzte Paarung Daniel Nestor und Nenad Zimonjić aus.
Des Weiteren gewannen sie das Turnier in Casablanca, der erste Turniererfolg Kubots auf der ATP Tour sowie die Serbia Open in Belgrad. Dort zog er auch in der Einzelkonkurrenz ins Finale ein, nachdem er als Lucky Loser von einer Schulterverletzung Steve Darcis profitiert hatte und so ins Hauptfeld einzogen war. Er war der erste Pole in einem Einzelturnierfinale der ATP seit Wojciech Fibak 1983, allerdings unterlag er Novak Đoković in zwei Sätzen. Im November gelang ihm der erste Erfolg bei einem Hartplatzturnier, bei der BA-TennisTrophy in Wien. Nach diesen Erfolgen erreichte Kubot am 2. November mit Platz elf seine bisher höchste Weltranglistenposition im Doppel.
2010 gelang ihm bei den Australian Open erstmals in seiner Karriere der Einzug ins Achtelfinale einer Einzelkonkurrenz bei einem Grand-Slam-Turnier. Im Februar erreichte er bei den Brasil Open in São Paulo sowohl im Doppel als auch im Einzel das Finale. Mit Oliver Marach gewann er im selben Monat die Doppeltitel in Santiago de Chile und Acapulco, womit er bei letzterem auch seinen ersten Titel der World-Tour-500-Kategorie gewann. Im September folgte an der Seite von Juan Ignacio Chela der Gewinn der Doppelkonkurrenz in Bukarest. Am 7. Juni 2010 gehörte er im Doppel erstmals zur Top Ten der Weltrangliste und verbesserte sich im September noch auf Rang sieben. In der Folgesaison gelang ihm bei den French Open im Einzel der Einzug in die dritte Runde, in Wimbledon erreichte er das Achtelfinale. Im Doppel blieb er im Saisonverlauf ohne Titel, stand aber mit Oliver Marach nochmals in Santiago de Chile im Finale.

### 2012–2014: Doppel-Titel bei den Australian Open
2012 gelang Kubot bei den French Open erneut der Einzug in die dritte Runde, weitere Erfolge im Einzel blieben jedoch aus. Dem Stehen drei Finalteilnahmen im Doppel entgegen: mit Jérémy Chardy verlor er zunächst im April das Finale in Bukarest, sicherte sich aber drei Monate später den Titelgewinn in Stuttgart. Mit Janko Tipsarević zog er in Rom erstmals in ein Masters-Finale ein, die beiden verloren dieses gegen Marcel Granollers und Marc López in zwei Sätzen. Die Saison 2013 verlief zum Teil erfolgreich. Er gewann mit David Marrero das Doppelturnier in Acapulco und zog in Wimbledon erstmals in seiner Karriere im Einzel in das Viertelfinale eines Grand-Slam-Turniers ein, in dem er seinem Landsmann Jerzy Janowicz in drei Sätzen unterlag. Für diesen Erfolg erhielt er das Silberne Verdienstkreuz der Republik Polen.
An der Seite von Robert Lindstedt gelang ihm 2014 zum Auftakt der Saison mit dem Titelgewinn bei den Australian Open der erste Grand-Slam-Erfolg. Sie bezwangen im Finale Eric Butorac und Raven Klaasen mit 6:3 und 6:3. Ursprünglich hatte Kubot geplant mit Jürgen Melzer am Turnier teilzunehmen, dieser verletzte sich allerdings im Vorfeld und sagte ab. Durch den Titelgewinn rückte Kubot in der Weltrangliste von Rang 41 auf Rang 14 vor und beendete die Saison auf Rang 18. Weitere Finalteilnahmen gelangen ihm im Saisonverlauf nicht mehr, im Einzel fiel er in der Weltrangliste aus den Top 100 heraus bis auf Rang 170.

### 2015–2020: Erfolgreiches Doppel mit Marcelo Melo
Ab 2015 setzte Kubot seinen Schwerpunkt auf das Doppelspiel. Insgesamt vier Turniersiege gelangen ihm mit unterschiedlichen Partnern, der erste davon in ’s-Hertogenbosch mit Ivo Karlović. Mit Jérémy Chardy gewann er das Turnier in Båstad, mit Édouard Roger-Vasselin das Turnier in Metz und mit Marcelo Melo das Turnier in Wien. Im Davis Cup erreichte Kubot mit der polnischen Mannschaft die Play-offs zum Aufstieg in die Weltgruppe, bei denen Polen mit 3:2 gegen die Slowakei gewann. Dabei gewann Kubot die Doppelpartie an der Seite von Marcin Matkowski.
In der Saison darauf verteidigten Kubot und Melo ihren Titel in Wien. Mit Marcin Matkowski hatte Kubot zuvor das Finale von Estoril und bei den Olympischen Spielen in Rio de Janeiro das Achtelfinale erreicht. Im Mixed schied er mit Agnieszka Radwańska in der ersten Runde aus. Bei den French Open zog Kubot mit Alexander Peya ins Halbfinale ein und erreichte mit diesem die Finals der Doppelturniere in Halle und Washington, D.C. Im Davis Cup stieg Polen nach einer Relegations-Niederlage gegen Deutschland wieder ab.
2017 wurde Kubots erfolgreichste Saison: gemeinsam mit Marcelo Melo, der die gesamte Saison mit Kubot bestritt, erreichte er im März sein erstes Saisonfinale in Indian Wells, in dem sich Raven Klaasen und Rajeev Ram knapp mit 10:8 im Match-Tie-Break durchsetzten. Nur zwei Wochen später gewann er schließlich in Miami seinen ersten Masters-Titel und ließ im Mai in Madrid direkt den zweiten folgen. Kubot und Melo gewannen den Titel in Madrid ohne Satzverlust. Im Juni sicherte sich das Duo binnen zwei Wochen Turniersiege in ’s-Hertogenbosch und Halle. Beim Grand-Slam-Turnier in Wimbledon folgte der fünfte gemeinsame Titelgewinn der laufenden Saison. Nachdem sie sich bereits im Halbfinale gegen Henri Kontinen und John Peers in der Verlängerung des fünften Satzes mit 9:7 durchgesetzt hatten, besiegten sie im Finale auch Oliver Marach und Mate Pavić mit 13:11 in der Verlängerung des entscheidenden fünften Durchgangs. In der Weltrangliste rückte Kubot damit auf ein neues Karrierehoch vor, Rang vier. Gegen Peers und Kontinen unterlagen Kubot und Melo im Anschluss im August im Finale von Washington, D.C. ebenso wie auch im Oktober im Finale des Masters in Shanghai. In Paris gelang ihnen dagegen ihr sechster Titelgewinn der Saison, woraufhin Kubot Rang zwei der Weltrangliste belegte. Sie qualifizierten sich aufgrund ihrer zahlreichen Erfolge als bestes Team für die ATP Finals, bei denen sie ebenfalls das Endspiel erreichten. In diesem mussten sie sich ein weiteres Mal Henri Kontinen und John Peers geschlagen geben, beendeten das Jahr aber mit einer Spielbilanz von 49:17 als bestes Doppel in der Weltrangliste.
Aufgrund des Turniersiegs in Sydney mit Marcelo Melo zum Auftakt der Saison 2018 übernahm Kubot, punktgleich mit Melo, auch die Führung der individuellen Doppel-Weltrangliste. Im weiteren Saisonverlauf gewannen Kubot und Melo die Turniere in Halle, Peking und Shanghai. Im September stand Kubot mit Melo erstmals bei den US Open im Finale, das mit 3:6 und 1:6 gegen Mike Bryan und Jack Sock verloren ging. Bei den ATP Finals schieden sie in der Gruppenphase aus. Zum 21. Mai 2018 verlor Kubot wieder die Führung in der Weltrangliste und schloss das Jahr auf Rang neun ab.
Im Verlauf der Saison 2019 hielt sich Kubot konstant in den Top Ten und belegte zwischenzeitlich wieder den zweiten Platz. Der einzige Turniersieg gelang ihm und Marcelo Melo im August in Winston-Salem, nachdem sie bei den Finals im März in Indian Wells und im Juni in Halle das Nachsehen hatten. Im Oktober erreichte sie zudem die Endspiele in Shanghai und Wien, verloren aber beide. Im Saisonfinale in London schieden sie im Halbfinale aus.
Im Februar 2020 gewann Kubot mit Melo den Titel in Acapulco, Kubots dritter Titelerfolg bei dem Turnier. Seine letzten Turnierteilnahmen bestritt er zum Ende der Saison 2023.

## Erfolge
| Legende (Anzahl der Siege)                           |
| Grand Slam (2)                                       |
| Tennis Masters Cup ATP World Tour Finals             |
| ATP Masters Series ATP World Tour Masters 1000 (4)   |
| ATP International Series Gold ATP World Tour 500 (9) |
| ATP International Series ATP World Tour 250 (12)     |
| ATP Challenger Tour (20)                             |

| Titel nach Belag |
| Hartplatz (13)   |
| Sand (9)         |
| Rasen (5)        |

### Einzel

#### Turniersiege

##### ATP Challenger Tour
| Nr. | Datum              | Turnier     | Belag     | Finalgegner          | Ergebnis |
| --- | ------------------ | ----------- | --------- | -------------------- | -------- |
| 01. | 11. September 2005 | Donezk      | Hartplatz | Alexander Peya       | 6:4, 6:2 |
| 02. | 20. Juli 2008      | Oberstaufen | Sand      | Juan Pablo Brzezicki | 6:3, 6:4 |

#### Finalteilnahmen
| Nr. | Datum            | Turnier         | Belag | Finalgegner         | Ergebnis  |
| --- | ---------------- | --------------- | ----- | ------------------- | --------- |
| 01. | 10. Mai 2009     | Belgrad         | Sand  | Novak Đoković       | 3:6, 6:70 |
| 02. | 14. Februar 2010 | Costa do Sauípe | Sand  | Juan Carlos Ferrero | 1:6, 0:6  |

### Doppel

#### Turniersiege

##### ATP World Tour
| Nr. | Datum              | Turnier              | Belag         | Partner                | Finalgegner                          | Ergebnis                   |
| --- | ------------------ | -------------------- | ------------- | ---------------------- | ------------------------------------ | -------------------------- |
| 01. | 6. April 2009      | Casablanca           | Sand          | Oliver Marach          | Paul Hanley Simon Aspelin            | 7:64, 3:6, [10:6]          |
| 02. | 10. Mai 2009       | Belgrad              | Sand          | Oliver Marach          | Johan Brunström Jean-Julien Rojer    | 6:2, 7:6                   |
| 03. | 1. November 2009   | Wien (1)             | Hartplatz (i) | Oliver Marach          | Julian Knowle Jürgen Melzer          | 2:6, 6:4, [11:9]           |
| 04. | 1. Februar 2010    | Santiago de Chile    | Sand          | Oliver Marach          | Potito Starace Horacio Zeballos      | 6:4, 6:0                   |
| 05. | 28. Februar 2010   | Acapulco (1)         | Sand          | Oliver Marach          | Fabio Fognini Potito Starace         | 6:0, 6:0                   |
| 06. | 26. September 2010 | Bukarest             | Sand          | Juan Ignacio Chela     | Marcel Granollers Santiago Ventura   | 6:2, 5:7, [13:11]          |
| 07. | 15. Juli 2012      | Stuttgart            | Sand          | Jérémy Chardy          | Michal Mertiňák André Sá             | 6:1, 6:3                   |
| 08. | 3. März 2013       | Acapulco (2)         | Sand          | David Marrero          | Fabio Fognini Simone Bolelli         | 7:5, 6:2                   |
| 09. | 25. Januar 2014    | Australian Open      | Hartplatz     | Robert Lindstedt       | Eric Butorac Raven Klaasen           | 6:3, 6:3                   |
| 10. | 13. Juni 2015      | ’s-Hertogenbosch (1) | Rasen         | Ivo Karlović           | Pierre-Hugues Herbert Nicolas Mahut  | 6:2, 7:69                  |
| 11. | 26. Juli 2015      | Båstad               | Sand          | Jérémy Chardy          | Juan Sebastián Cabal Robert Farah    | 6:76, 6:3, [10:8]          |
| 12. | 27. September 2015 | Metz                 | Hartplatz (i) | Édouard Roger-Vasselin | Pierre-Hugues Herbert Nicolas Mahut  | 2:6, 6:3, [10:7]           |
| 13. | 25. Oktober 2015   | Wien (2)             | Hartplatz (i) | Marcelo Melo           | Jamie Murray John Peers              | 4:6, 7:63, [10:6]          |
| 14. | 30. Oktober 2016   | Wien (3)             | Hartplatz (i) | Marcelo Melo           | Oliver Marach Fabrice Martin         | 4:6, 6:3, [13:11]          |
| 15. | 1. April 2017      | Miami                | Hartplatz     | Marcelo Melo           | Nicholas Monroe Jack Sock            | 7:5, 6:3                   |
| 16. | 14. Mai 2017       | Madrid               | Sand          | Marcelo Melo           | Nicolas Mahut Édouard Roger-Vasselin | 7:5, 6:3                   |
| 17. | 17. Juni 2017      | ’s-Hertogenbosch (2) | Rasen         | Marcelo Melo           | Raven Klaasen Rajeev Ram             | 6:3, 6:4                   |
| 18. | 25. Juni 2017      | Halle (1)            | Rasen         | Marcelo Melo           | Alexander Zverev Mischa Zverev       | 5:7, 6:3, [10:8]           |
| 19. | 15. Juli 2017      | Wimbledon            | Rasen         | Marcelo Melo           | Oliver Marach Mate Pavić             | 5:7, 7:5, 7:62, 3:6, 13:11 |
| 20. | 5. November 2017   | Paris                | Hartplatz (i) | Marcelo Melo           | Ivan Dodig Marcel Granollers         | 7:63, 3:6, [10:6]          |
| 21. | 12. Januar 2018    | Sydney               | Hartplatz     | Marcelo Melo           | Jan-Lennard Struff Viktor Troicki    | 6:3, 6:4                   |
| 22. | 24. Juni 2018      | Halle (2)            | Rasen         | Marcelo Melo           | Alexander Zverev Mischa Zverev       | 7:61, 6:4                  |
| 23. | 7. Oktober 2018    | Peking               | Hartplatz     | Marcelo Melo           | Oliver Marach Mate Pavić             | 6:1, 6:4                   |
| 24. | 14. Oktober 2018   | Shanghai             | Hartplatz     | Marcelo Melo           | Jamie Murray Bruno Soares            | 6:4, 6:2                   |
| 25. | 23. August 2019    | Winston-Salem        | Hartplatz     | Marcelo Melo           | Nicholas Monroe Tennys Sandgren      | 6:76, 6:1, [10:3]          |
| 26. | 29. Februar 2020   | Acapulco (3)         | Hartplatz     | Marcelo Melo           | Juan Sebastián Cabal Robert Farah    | 7:66, 6:74, [11:9]         |
| 27. | 1. November 2020   | Wien (4)             | Hartplatz (i) | Marcelo Melo           | Jamie Murray Neal Skupski            | 7:65, 7:5                  |

##### ATP Challenger Tour
| Nr. | Datum             | Turnier         | Belag         | Partner               | Finalgegner                            | Ergebnis           |
| --- | ----------------- | --------------- | ------------- | --------------------- | -------------------------------------- | ------------------ |
| 01. | 26. Juli 2003     | Valladolid      | Hartplatz     | Jun Katō              | Filipp Muchometow Tripp Phillips       | 4:6, 6:0, 6:1      |
| 02. | 4. April 2004     | Canberra        | Sand          | Zbynek Mlynarik       | Stephen Huss Peter Luczak              | 7:63, 6:2          |
| 03. | 20. Februar 2005  | Joplin          | Hartplatz     | Rik De Voest          | Nicholas Monroe Jeremy Wurtzman        | 7:64, 6:4          |
| 04. | 26. März 2005     | San Luis Potosí | Sand          | Oliver Marach         | Juan Pablo Brzezicki Juan Pablo Guzmán | 6:1, 3:6, 6:3      |
| 05. | 30. Juli 2005     | Posen           | Sand          | Filip Urban           | Adrián García Tomas Tenconi            | 6:75, 6:3, 6:2     |
| 06. | 31. Dezember 2005 | Doha            | Hartplatz     | Oliver Marach         | Alexei Kedrjuk Orest Tereschtschuk     | 6:4, 6:1           |
| 07. | 2. April 2006     | Neapel          | Sand          | Tomáš Cibulec         | Simone Bolelli Fabio Fognini           | 7:5, 4:6, [10:7]   |
| 08. | 13. April 2007    | Casablanca      | Sand          | Oliver Marach         | Michal Mertiňák Robin Vik              | 6:3, 6:3           |
| 09. | 6. Mai 2007       | Tunis           | Sand          | Oliver Marach         | Marc Fornell Mestres Lamine Ouahab     | 6:2, 6:2           |
| 10. | 20. April 2008    | Busan           | Hartplatz     | Rik De Voest          | Adam Feeney Rameez Junaid              | 6:3, 6:3           |
| 11. | 2. Mai 2008       | Lanzarote       | Hartplatz     | Rik De Voest          | Gilles Müller Aisam-ul-Haq Qureshi     | 6:2, 7:62          |
| 12. | 23. Mai 2008      | Fargʻona        | Hartplatz     | Konstantin Krawtschuk | Alexander Krasnoruzki Vaja Uzoqov      | 6:4, 6:1           |
| 13. | 6. Juni 2008      | Prostějov       | Sand          | Rik De Voest          | Chris Haggard Nicolas Tourte           | 6:2, 6:2           |
| 14. | 22. August 2008   | Qarshi          | Hartplatz     | Oliver Marach         | Andreas Haider-Maurer Philipp Oswald   | 6:4, 6:4           |
| 15. | 26. Oktober 2008  | Seoul           | Hartplatz     | Oliver Marach         | Sanchai Ratiwatana Sonchat Ratiwatana  | 7:5, 4:6, [10:6]   |
| 16. | 8. November 2008  | Bratislava      | Hartplatz (i) | František Čermák      | Philipp Petzschner Alexander Peya      | 6:4, 6:4           |
| 17. | 23. November 2008 | Helsinki        | Hartplatz (i) | Oliver Marach         | Eric Butorac Lovro Zovko               | 6:72, 7:67, [10:6] |
| 18. | 29. November 2008 | Cancún          | Sand          | Oliver Marach         | Lee Hsin-han Yang Tsung-hua            | 7:5, 6:2           |

#### Finalteilnahmen
| Nr. | Datum             | Turnier              | Belag         | Partner          | Finalgegner                           | Ergebnis          |
| --- | ----------------- | -------------------- | ------------- | ---------------- | ------------------------------------- | ----------------- |
| 01. | 29. April 2007    | Casablanca           | Sand          | Oliver Marach    | Jordan Kerr David Škoch               | 6:74, 6:1, [4:10] |
| 02. | 28. Oktober 2007  | Lyon                 | Teppich (i)   | Lovro Zovko      | Sébastien Grosjean Jo-Wilfried Tsonga | 4:6, 3:6          |
| 03. | 3. Januar 2009    | Acapulco             | Sand          | Oliver Marach    | František Čermák Michal Mertiňák      | 6:4, 4:6, [7:10]  |
| 04. | 14. Februar 2010  | Costa do Sauípe      | Sand          | Oliver Marach    | Pablo Cuevas Marcel Granollers        | 5:7, 4:6          |
| 05. | 6. Februar 2011   | Santiago de Chile    | Sand          | Oliver Marach    | Marcelo Melo Bruno Soares             | 3:6, 6:73         |
| 06. | 29. April 2012    | Bukarest             | Sand          | Jérémy Chardy    | Robert Lindstedt Horia Tecău          | 6:72, 3:6         |
| 07. | 20. Mai 2012      | Rom                  | Sand          | Janko Tipsarević | Marcel Granollers Marc López          | 3:6, 2:6          |
| 08. | 1. Mai 2016       | Estoril              | Sand          | Marcin Matkowski | Eric Butorac Scott Lipsky             | 4:6, 6:3, [8:10]  |
| 09. | 19. Juni 2016     | Halle (1)            | Rasen         | Alexander Peya   | Raven Klaasen Rajeev Ram              | 6:75, 2:6         |
| 10. | 24. Juli 2016     | Washington, D.C. (1) | Hartplatz     | Alexander Peya   | Daniel Nestor Édouard Roger-Vasselin  | 6:73, 6:74        |
| 11. | 19. März 2017     | Indian Wells (1)     | Hartplatz     | Marcelo Melo     | Raven Klaasen Rajeev Ram              | 7:61, 4:6, [8:10] |
| 12. | 6. August 2017    | Washington, D.C. (2) | Hartplatz     | Marcelo Melo     | Henri Kontinen John Peers             | 6:75, 4:6         |
| 13. | 15. Oktober 2017  | Shanghai (1)         | Hartplatz     | Marcelo Melo     | Henri Kontinen John Peers             | 4:6, 2:6          |
| 14. | 19. November 2017 | London               | Hartplatz (i) | Marcelo Melo     | Henri Kontinen John Peers             | 4:6, 2:6          |
| 15. | 7. September 2018 | US Open              | Hartplatz     | Marcelo Melo     | Mike Bryan Jack Sock                  | 3:6, 1:6          |
| 16. | 18. März 2019     | Indian Wells (2)     | Hartplatz     | Marcelo Melo     | Horacio Zeballos Nikola Mektić        | 6:4, 4:6, [3:10]  |
| 17. | 23. Juni 2019     | Halle (2)            | Rasen         | Marcelo Melo     | Raven Klaasen Michael Venus           | 6:4, 3:6, [4:10]  |
| 18. | 13. Oktober 2019  | Shanghai (2)         | Hartplatz     | Marcelo Melo     | Mate Pavić Bruno Soares               | 4:6, 2:6          |
| 19. | 27. Oktober 2019  | Wien                 | Hartplatz (i) | Marcelo Melo     | Rajeev Ram Joe Salisbury              | 4:6, 7:65, [5:10] |
| 20. | 18. Oktober 2020  | Köln                 | Hartplatz (i) | Marcelo Melo     | Pierre-Hugues Herbert Nicolas Mahut   | 4:6, 4:6          |

## Abschneiden bei bedeutenden Turnieren

### Einzel
| Turnier         | 2005 | 2006 | 2007 | 2008 | 2009 | 2010 | 2011 | 2012 | 2013 | 2014 | 2015 | Karriere |
| --------------- | ---- | ---- | ---- | ---- | ---- | ---- | ---- | ---- | ---- | ---- | ---- | -------- |
| Australian Open | —    | —    | —    | —    | Q3   | AF   | 2    | 1    | 1    | 1    | Q3   | AF       |
| French Open     | —    | —    | —    | —    | 1    | 1    | 3    | 3    | 2    | 1    | —    | 3        |
| Wimbledon       | Q1   | Q2   | Q1   | Q1   | Q1   | 2    | AF   | 2    | VF   | 3    | —    | VF       |
| US Open         | Q2   | 3    | Q3   | —    | Q2   | 1    | —    | 1    | 1    | —    | —    | 3        |

Zeichenerklärung: S = Turniersieg; F, HF, VF, AF = Einzug ins Finale / Halbfinale / Viertelfinale / Achtelfinale; 1, 2, 3 = Ausscheiden in der 1. / 2. / 3. Hauptrunde; Q1, Q2, Q3 = Ausscheiden in der 1. / 2. / 3. Qualifikationsrunde; nicht ausgetragen

### Doppel
Die Tabelle listet die Ergebnisse der Grand-Slam-Turniere, der ATP Finals, der Olympischen Spiele, des Davis Cups und der Masters-Turniere auf.
| Turnier           | 2022 | 2021 | 2020 | 2019 | 2018 | 2017 | 2016 | 2015 | 2014 | 2013 | 2012 | 2011 | 2010 | 2009 | 2008 | 2007 | 2006 | 2005 | 2004 | Karriere |
| ----------------- | ---- | ---- | ---- | ---- | ---- | ---- | ---- | ---- | ---- | ---- | ---- | ---- | ---- | ---- | ---- | ---- | ---- | ---- | ---- | -------- |
| Australian Open   | —    | AF   | 2    | VF   | VF   | AF   | 2    | 2    | S    | AF   | 1    | VF   | AF   | HF   | —    | AF   | —    | —    | —    | 1 × S    |
| French Open       | 2    | 1    | 2    | AF   | AF   | 2    | HF   | AF   | VF   | 1    | 2    | 1    | VF   | 2    | 1    | AF   | —    | —    | —    | 1 × HF   |
| Wimbledon         | 2    | VF   |      | VF   | 2    | S    | 1    | AF   | 2    | AF   | —    | 1    | 1    | VF   | 2    | 2    | 2    | —    | 2    | 1 × S    |
| US Open           | 1    | 1    | 1    | AF   | F    | 2    | VF   | 2    | —    | 1    | 2    | —    | VF   | 1    | —    | 1    | 1    | —    | —    | 1 × F    |
| ATP Finals        | —    | —    | RR   | HF   | RR   | F    | —    | —    | HF   | —    | —    | —    | RR   | RR   | —    | —    | —    | —    | —    | 1 × F    |
| Indian Wells      | 1    | —    |      | F    | 1    | F    | AF   | 1    | AF   | VF   | 1    | AF   | —    | AF   | —    | —    | —    | —    | —    | 2 × F    |
| Miami             | 1    | 1    |      | HF   | 1    | S    | 1    | —    | AF   | AF   | VF   | —    | 1    | —    | —    | —    | —    | —    | —    | 1 × S    |
| Monte Carlo       | —    | AF   |      | VF   | AF   | VF   | AF   | —    | AF   | 1    | —    | VF   | VF   | —    | —    | —    | —    | —    | —    | 4 × VF   |
| Madrid            | 1    | VF   |      | VF   | VF   | S    | AF   | —    | AF   | HF   | —    | AF   | VF   | —    | —    | —    | —    | —    | —    | 1 × S    |
| Rom               | 1    | AF   | 1    | HF   | VF   | VF   | —    | —    | AF   | —    | F    | VF   | HF   | —    | —    | —    | —    | —    | —    | 1 × F    |
| Hamburg           |      |      |      |      |      |      |      |      |      |      |      |      |      |      | —    | —    | —    | —    | —    | —        |
| Kanada            | 1    | AF   |      | 1    | AF   | AF   | 1    | —    | —    | —    | —    | —    | —    | VF   | —    | —    | —    | —    | —    | 1 × VF   |
| Cincinnati        | 1    | 1    | AF   | VF   | VF   | HF   | 1    | —    | —    | AF   | AF   | —    | HF   | HF   | —    | —    | —    | —    | —    | 3 × HF   |
| Shanghai          |      |      |      | F    | S    | F    | AF   | HF   | AF   | —    | —    | 1    | HF   | VF   |      |      |      |      |      | 1 × S    |
| Paris             | 1    | —    | HF   | 1    | VF   | S    | —    | —    | AF   | 1    | 1    | 1    | VF   | —    | —    | —    | —    | —    | —    | 1 × S    |
| Olympische Spiele |      |      | 1    |      |      |      | AF   |      |      |      | —    |      |      |      | —    |      |      |      | —    | 1 × AF   |
| Davis Cup         | —    | —    | —    | —    | —    | —    | 1    | PO   | —    | —    | —    | —    | —    | —    | —    | —    | —    | —    | —    | 1 × 1R   |

Zeichenerklärung: S = Turniersieg; F, HF, VF, AF = Einzug ins Finale, Halb-, Viertel-, Achtelfinale; 1, 2, 3 = Ausscheiden in der 1., 2., 3. Haupt- / Finalrunde; Q1, Q2, Q3 = Ausscheiden in der 1., 2. 3. Qualifikationsrunde; RR = Round Robin (Gruppenphase); nicht ausgetragen oder andere Kategorie; PO (Playoff), P2 = Auf-/Abstiegsrunde zur Weltgruppe I/II im Davis Cup; W2 = Teilnahme in der Weltgruppe II

### Mixed
| Turnier         | 2007 | 2008 | 2009 | 2010 | 2011 | 2012 | 2013 | 2014 | 2015 | 2016 | 2017 | 2018 | 2019 | 2020 | 2021 | 2022 | Karriere |
| --------------- | ---- | ---- | ---- | ---- | ---- | ---- | ---- | ---- | ---- | ---- | ---- | ---- | ---- | ---- | ---- | ---- | -------- |
| Australian Open | —    | —    | —    | —    | —    | —    | —    | —    | —    | AF   | AF   | —    | AF   | VF   | AF   | —    | VF       |
| French Open     | —    | —    | VF   | —    | —    | —    | —    | —    | —    | —    | —    | —    | —    |      | —    | AF   | VF       |
| Wimbledon       | 2    | —    | —    | —    | —    | —    | —    | —    | AF   | AF   | —    | —    | —    |      | —    | —    | AF       |
| US Open         | —    | —    | 1    | —    | —    | —    | —    | —    | HF   | AF   | —    | —    | —    |      | 1    | AF   | HF       |